# Anne Hill (artist)
Anne Hill, född Fairbrother 1804, död 1896, var en kanadensisk skådespelare, dansös och danslärare. Hon var en populär artist 1846–1861 och undervisade parallellt och efter avslutad scenkarriär i dans och hade också som sådan högt anseende. 